# Cable parell trenat

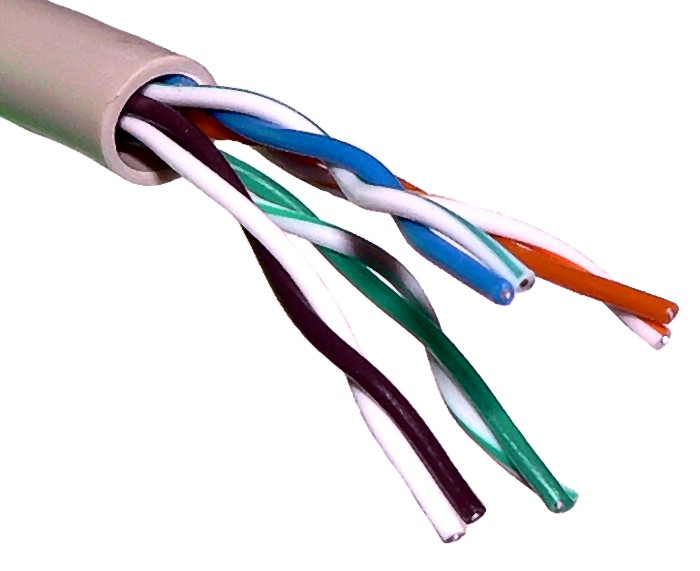
Imatge d'un cable de parells trenats de tipus UTP

El cable parell trenat és una manera de cablar en la qual dos conductors estan trenats per aconseguir la cancel·lació d'interferències electromagnètiques de fonts externes.

De manera general, l'estructura de tots els cables parell trenat no difereix significativament, encara que també és veritat que cada fabricant introdueix algunes tecnologies addicionals dins dels estàndards de fabricació. El cable està compost per un conductor intern que és de filferro electrolític recuit, de tipus circular, aïllat per una capa de polietilè acolorit.
El cable parell trenat és un dels més antics en el mercat i en alguns tipus d'aplicacions és el més comú. Consisteix en dos filferros de coure o de vegades d'alumini, aïllat amb un gruix d'1 mm aproximadament. Els filferros es trenen amb el propòsit de reduir la interferència elèctrica de parells similars propers. Els parells trenats s'agrupen sota una coberta comuna de PVC (Policlorur de Vinil) en cables multi-parells de parells trenats (de 2, 4, 8, fins a 30.

## Història
Les primeres línies de telèfon feien servir línies de telègraf. El 1880 es van instal·lar a diferents ciutats els tramvies elèctrics, que induïen soroll en aquests circuits. Com que les demandes de les companyies telefòniques van ser inútils, es van haver de crear de noves tècniques i es va passar a circuits balancejats, que van tenir accidentalment un efecte positiu, disminuint les atenuacions i, per tant, incrementant el rang. El cablejat en parells trenats fou inventat per Alexander Graham Bell el 1881.
A mesura que la distribució elèctrica es va tornar comuna, aquesta tècnica va resultar insuficient. Dos cables, fixats als dos costats de les barres creuades en pals elèctrics, compartien la ruta amb les línies de potència elèctrica.
En pocs anys, el creixent ús de l'electricitat va portar de nou un augment de les interferències, de manera que els enginyers van crear un nou mètode anomenat transposició de cables, consistent en què els cables intercanvien la seva posició al cap d'un nombre definit de pals, amb l'objectiu que ambdós cables rebin interferències electromagnètiques similars de les línies de tensió. Actualment aquestes línies amb intercanvis de posició periòdics encara poden trobar-se en zones rurals. Aquesta tècnica representa una implementació prematura del trenat amb una ràtio de 4 voltes per kilòmetre.

## Explicació
El cable parell trenat consisteix en dos filferros de coure o d'alumini aïllats i entrellaçats amb un gruix aproximadament d'1 mm. Els filferros es trenen amb el propòsit de reduir la interferència elèctrica de parells similars propers (com motors, relès o transformadors). Els parells trenats s'agrupen sota una coberta comuna de PVC en cables multiparells de parells trenats de 2 fins a 300 parells, per reduir el nombre de cables físics que s'introdueixen en un conducte.
Es poden utilitzar tant per transmissió analògica com digital, i la seva amplada de banda depèn de la secció de coure utilitzat i de la distància que hagi de recórrer.
És el tipus de cable més comú i va resultar la solució per connectar telèfons, terminals i ordinadors sobre el mateix cablejat. Anteriorment, a Europa, els sistemes de telefonia empraven cables parells no trenats.
L'entrellaçat disminueix la interferència a causa del fet que l'àrea del bucle entre els cables, que determina l'acoblament magnètic en el senyal, és reduïda. En l'operació de balancejat de parells, els dos cables acostumen a portar senyals iguals i oposats (mode diferencial), els quals són combinats mitjançant subtracció en la destinació. El soroll dels dos cables es cancel·la mútuament en aquesta substracció a causa del fet que ambdós cables estan exposats a IEM (interferències electromagnètiques) similars.
La taxa de trenat normalment es defineix en voltes per metre. Com més gran és el nombre de voltes, més gran és l'atenuació de la diafonia. On els parells no estan trenats, un membre del parell pot estar més proper a la font que l'altre i, en conseqüència estan exposats a nivells lleugerament diferents de IEM.
Un exemple de parell trenat és el sistema de telefonia, ja que la majoria d'aparells es connecten a la central telefònica per mitjà d'un parell trenat. Actualment s'han convertit en un estàndard, a les xarxes LAN, com mitjà de transmissió a les xarxes d'accés a usuaris.

## Característiques del parell trenat

### Estructura del cable

Cables parells trenats

El cable està compost per un conductor intern que és de filferro electrolític reduït, de tipus circular, aïllat per una capa de polietilè colorejat.
Per sota de l'aïllament colorejat existeix una altra capa d'aïllament també de polietilè, que conté en la seva composició una substància antioxidant per evitar la corrosió del cable. El conducte acostuma a tenir un diàmetre aproximadament de mig mil·límetre, i sumant-hi l'aïllament pot superar el mil·límetre de diàmetre.
Normalment es parla d'aquest tipus de cable per parells o per grups de parells, paquet conegut com a cable multiparell. Tots els cables del multiparell estan trenats entre ells amb l'objecte de millorar la resistència de tot el grup enfront de les diferents interferències externes existents.
Tots els cables que el componen es defineixen per colors, per identificar en els extrems del cable multiparell els cables que es corresponen entre ells.
Els colors de l'aïllant estan estandarditzats : 
Taronja/Blanc-Taronja, Verd/Blanc-Verd, Blau/Blanc-Blau, Marró/Blanc-Marró.
Quan ja estan fabricats els cables unitàriament i aïllats, es trenen depenent el seu color. Els parells que es van formant s'uneixen i formen subgrups, aquests s'uneixen en grups, els grups donen lloc a superunitats, i la unió de superunitats forma el cable.

### Tipus

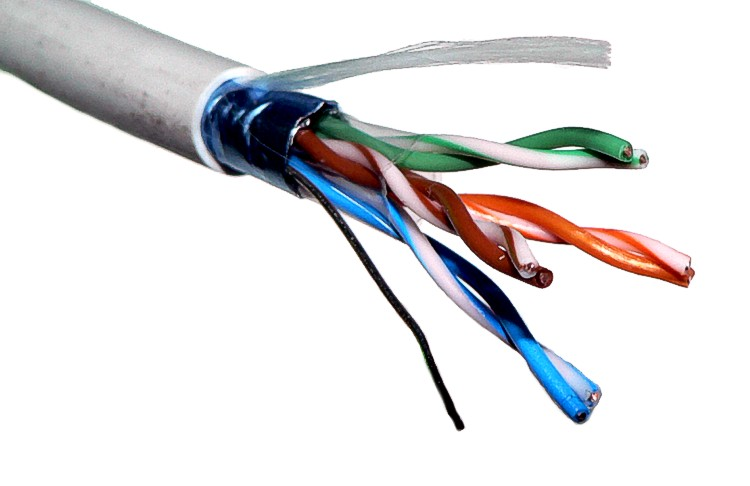
Cable UTP

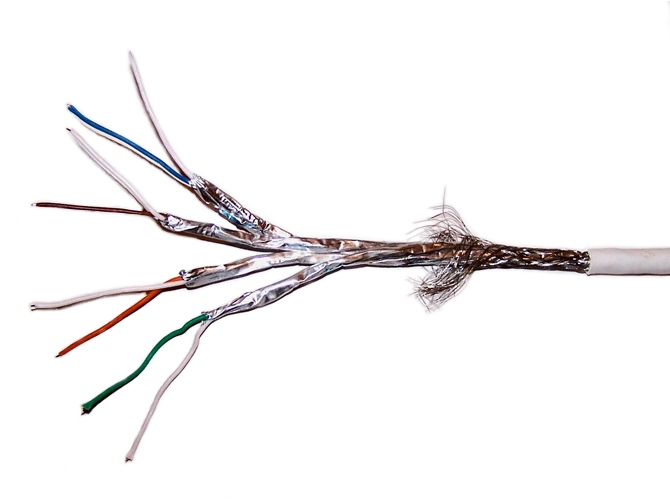
Cable STP

- UTP acrònim de Unshielded Twisted Pair o Parell Trenat Sense apantallar. Són cables de parells trenats sense apantallar que s'utilitzen per a diferents tecnologies de xarxa local. Són de baix cost i de fàcil ús, però produeixen més errors que altres tipus de cable i tenen limitacions per a treballar a distàncies elevades sense regeneració del senyal.
- STP, acrònim de Shielded Twisted Pair o Parell Trenat Apantallat. Es tracta de cables de coure aïllats dins d'una coberta protectora, amb un nombre específic de trenes per peu. STP es refereix a la quantitat d'aïllament al voltant del conjunt de cables i, per tant, a la seva immunitat al soroll al contrari que l'UTP que no disposa d'aquest aïllament. S'utilitza en xarxes d'ordinadors com Ethernet o Token Ring. És més car que la versió no apantallada o UTP.
- FTP, acrònim de Foiled Twisted Pair o Parell trenat amb pantalla global[4]

| Tipus de parell trenat | Nom segons ISO/IEC 11801 | Apantallat del Cable              | Apantallat del Parell |
| ---------------------- | ------------------------ | --------------------------------- | --------------------- |
| UTP                    | U/UTP                    | Cap                               | Cap                   |
| STP, ScTP, PiMF        | U/FTP                    | Cap                               | Pantalla de làmina    |
| FTP, STP, ScTP         | F/UTP                    | Pantalla de làmina                | Cap                   |
| STP, ScTP              | S/UTP                    | Pantalla de cable trenat i làmina | Cap                   |
| SFTP, S-FTP, STP       | SF/UTP                   | Pantalla de cable trenat i làmina | Cap                   |
| FFTP                   | F/FTP                    | Pantalla de làmina                | Pantalla de làmina    |
| SSTP, SFTP, STP PiMF   | S/FTP                    | Pantalla de cable trenat          | Pantalla de làmina    |
| SSTP, SFTP             | SF/FTP                   | Pantalla de cable trenat i làmina | Pantalla de làmina    |

### Categories
L'especificació 568A Commercial Building Wiring Standard de l'associació Industries Electròniques e Industries de la Telecomunicació (EIA/TIA) especifica el tipus de cable UTP que s'utilitzarà en cada situació i construcció. Depenent de la velocitat de transmissió es divideix en diferents categories:
Categoria 1:
Fil telefònic trenat de qualitat de veu no adequat per les transmissions de dades. Les característiques de transmissió del mitjà estan especificades fins a una freqüència superior d'1 MHz.
Categoria 2:
Cable parell trenat sense apantallar. Les característiques de transmissió del mitjà estan especificades fins a una freqüència superior de 4 MHz. Aquest cable consta de 4 parells trenats de fil de coure.
Categoria 3:
Velocitat de transmissió típica de 10 Mbps per Ethernet. Amb aquest tipus de cables s'implementa les xarxes Ethernet 10BaseT. Les característiques de transmissió del mitjà estan especificades fins a una freqüència superior de 16 MHz. Aquest cable consta de quatre parells trenats de fil de coure amb tres entrellaçats per peu.
Categoria 4:
La velocitat de transmissió arriba fins a 20 Mbps. Les característiques de transmissió del mitjà estan especificades fins a una freqüència superior de 20 MHz. Aquest cable consta de quatre parells trenats de fil de coure.
Categoria 5:
És una millora de la categoria 4, pot transmetre dades fins a 1 Gbps i les característiques de transmissió del mitjà estan especificades fins a una freqüència de superior de 100 MHz. Aquest cable consta de quatre parells trenats de fil de coure.
Categoria 6:
És una millora de la categoria anterior, pot transmetre dades fins a 1 Gbps i les característiques de transmissió del mitjà estan especificades fins a una freqüència superior de 250 MHz.
Categoria 7.
És una millora de la categoria 6, pot transmetre dades fins a 1 Gbps, i les característiques de transmissió del medi estan especificades fins a una freqüència superior de 600 MHz.
| Nom       | Tipus de cable | Amplada de banda | Aplicacions                                                    | Notes |
| --------- | -------------- | ---------------- | -------------------------------------------------------------- | --- |
| Level 1   |                | 0.4 MHz          | Línies de modem telefòniques                                   | No descrit en les recomanacions EIA/TIA. No apte per sistemes moderns.                                    |
| Level 2   |                | 4 MHz            | Terminals ordinadors antics, ex: IBM 3270                      | No descrit en les recomanacions EIA/TIA. No apte per sistemes moderns.                                    |
| Cat 3     | UTP            | 16 MHz           | 10BASE-T and 100BASE-T4 Ethernet                               | Descrit en EIA/TIA-568. No s'empra per velocitats superiors a 16 Mbit/s. Actualment per cables telefònics |
| Cat 4     | UTP            | 20 MHz           | 16 Mbit/s Token Ring                                           | No s'empra normalment                                                                                     |
| Cat 5     | UTP            | 100 MHz          | 100BASE-TX & 1000BASE-T Ethernet                               | Típica per xarxes LANs. Millorada per Cat5e.                                                              |
| Cat 5e    | UTP            | 100 MHz          | 100BASE-TX & 1000BASE-T Ethernet                               | Cat5 millorada. Típica per xarxes LANs.                                                                   |
| Cat 6     | UTP            | 250 MHz          | 10GBASE-T Ethernet                                             | ISO/IEC 11801 2ª Ed. (2002), ANSI/TIA 568-B.2-1. S'empra a Finlàndia segons norma del 2002 EN 50173-1.    |
| Cat 6A    | F/UTP, U/FTP   | 500 MHz          | 10GBASE-T Ethernet                                             | Afegeix pantalla al cable. ISO/IEC 11801 2nd Ed. Am. 2. (2008), ANSI/TIA-568-C.1 (2009)                   |
| Cat 7     | S/FTP, F/FTP   | 600 MHz          | 10GBASE-T Ethernet or POTS/CATV/1000BASE-T sobre cable senzill | Cable totalment apantallat. ISO/IEC 11801 2nd Ed. (2002)                                                  |
| Cat 7A    | S/FTP, F/FTP   | 1000 MHz         | 10GBASE-T Ethernet or POTS/CATV/1000BASE-T sobre cable senzill | Utilitza els 4 parells. ISO/IEC 11801 2nd Ed. Am. 2. (2008)                                               |
| Cat 8/8.1 | F/UTP, U/FTP   | 1600-2000 MHz    | 40GBASE-T Ethernet or POTS/CATV/1000BASE-T sobre cable senzill | En desenvolupament (ANSI/TIA-568-C.2-1, ISO/IEC 11801 3ª Ed.)                                             |
| Cat 8.2   | S/FTP, F/FTP   | 1600-2000 MHz    | 40GBASE-T Ethernet or POTS/CATV/1000BASE-T sobre cable senzill | En desenvolupament (ISO/IEC 11801 3ª Ed.)                                                                 |

### Característiques de la transmissió
Està limitat en distància, amplada de banda i data rate, també cal destacar que l'atenuació és una funció fortament depenent de la freqüència. La interferència i el soroll extern també són factors importants, per això s'empren cobertures externes i el trenat. Per senyals analògics calen amplificadors cada 5 o 6 quilòmetres, per senyals digitals cada 2 o 3.
En transmissions de senyals analògics punt a punt, l'amplada de banda pot arribar fins a 250 kHz. En transmissió de senyals digitals a llarga distància, el data rate no és gaire gran (pocs Mbps), no és gaire efectiu per aquestes aplicacions.
En xarxes locals que suporten ordinadors personals, el data rate pot arribar a 10 Mbps (Ethernet) i 100 Mbps (Fast-Ethernet).
Al cable parell trenat de 4 parells, normalment s'utilitzen només dos parells de conductors, un per rebre (cables 3 i 6) i un altre per transmetre (cables 1 i 2), tot i que no es poden fer ambdues coses alhora, tenint una transmissió half-duplex. Si s'utilitzen els 4 conductors la transmissió és full-dúplex.

### Avantatges i desavantatges
Avantatges:
- Baix cost.
- Alt nombre d'estacions de treball per segment.
- Facilitat pel rendiment i la solució de problemes.
- Pot estar prèviament cablejat el lloc.
- Instal·lació fàcil.

Desavantatges:
- Altes taxes d'error a altes velocitats.
- Amplada de banda limitat.
- Baixa immunitat al soroll.
- Baixa immunitat a l'efecte crosstalk.
- Alt cost dels equips.
- Distància limitada (100 metres per segment).

### Variants menors del parell trenat
Parell trenat carregat:
És un parell trenat al qual se li afegeix intencionadament inductància, molt comú a les línies de telecomunicacions, excepte per algunes freqüències. Els afegits inductors són coneguts com a bobines de càrrega i redueixen la distorsió.
Parell trenat sense càrrega:
Un parell trenat que no té càrrega de bobines afegida.
Parell trenat esclau:
Els parells trenats són a títol individual en règim d'esclau per augmentar la robustesa del cable.
Cable trenat de cinta:
És una variant del stàndard de cable de cinta on els conductors adjacents estan en mode esclau i trenats. Els parells trenats són lleugerament esclaus els uns als altres en un format de cinta. Periòdicament al llarg de la cinta hi ha petites seccions amb no trenats habilitats connectors i capçaleres pcb per ser terminades usant la típica tècnica de cable de cinta IDC.

### Tipus de connexionat
Els segments Ethernet fets amb cable UTP poden ser de dues classes segons la seva utilització, el denominat cable recte i el creuat.
Cable recte (pin a pin):
Mantenen la connexió de pins al llarg de tota la seva longitud, tenen la mateixa norma als dos costats. Aquests cables connecten un concentrador amb un node de xarxa (Hub, Node). Tots els parells de colors estan connectats en les mateixes posicions en ambdós extrems. La raó és que el concentrador és el que realitza el creuament del senyal. Per fer un cable creuat existeixen dues rames: 568B, 568A. Una s'usa en un dels extrems del cable i l'altre a l'altre extrem. S'utilitzen per connectar dispositius com Switch-Router, Switch-PC, Hub-PC.
Cable creuat: 
Als dos extrems la configuració és diferent. Creua els terminals de transmissió d'un costat perquè arribi a recepció de l'altre, i la recepció de l'origen a transmissió del final. Connecten dos concentradors o dos tranceptors entre si (Node-Node), amb una distància menor a 10 m entre aquests. Aquest tipus de cable s'utilitza quan tenim dos ordinadors connectats directament, sense que hi hagi encaminadors o algun element a majors.
Per saber quin tipus de cable s'està utilitzant s'han de prendre mesures amb l'instrumental adequat.